# Phylloblastia inexpectata
Phylloblastia inexpectata är en svampart som beskrevs av Sérus., Coppins & Lücking. Phylloblastia inexpectata ingår i släktet Phylloblastia och familjen Verrucariaceae.   Inga underarter finns listade i Catalogue of Life.